# 가야로
가야로(Gaya-ro)는 경상북도 고령군 쌍림면 지릿재터널과 성주군을 거쳐 칠곡군 기산면 죽전 교차로를 잇는 경상북도의 도로이다.

## 연혁
- 2007년 9월 21일 : 성주 ~ 왜관간 도로(성주군 성주읍 삼산리 ~ 칠곡군 기산면 영리) 10.98km 구간 확장 개통[1], 기존 구간 폐지[2]
- 2009년 7월 10일 : 2개 이상 시·도에 걸쳐 있는 도로로 가야로를 고시[3]
- 2016년 12월 29일 : 고령 ~ 성주간 도로 2공구, 3공구(성주군 수륜면 계정리 ~ 성주읍 대흥리) 21.05km 구간 확장 개통, 기존 성주군 수륜면 계정리 ~ 신정리 6.1km 구간 폐지[4]

## 주요 경유지
경상북도
- 고령군 (쌍림면 · 대가야읍 · 운수면) - 성주군 (수륜면 · 대가면 · 성주읍 · 월항면) - 칠곡군 기산면

## 노선
| 이름                                 | 접속 노선                                                | 소재지          | 소재지                                                         | 비고                                                           |
| 합천대로와 직결                      | 합천대로와 직결                                          | 합천대로와 직결 | 합천대로와 직결                                                | 합천대로와 직결                                                |
| ------------------------------------ | -------------------------------------------------------- | --------------- | -------------------------------------------------------------- | -------------------------------------------------------------- |
| 지릿재터널                           |                                                          | 고령군          | 쌍림면                                                         | 국도 제33호선 구간 합천 방면 연장 600m 산청 방면 연장 618m     |
| 합가 교차로                          | 대가야로 가곡길                                          | 고령군          | 쌍림면                                                         | 국도 제33호선 구간                                             |
| 도방육교                             |                                                          | 고령군          | 쌍림면                                                         | 국도 제33호선 구간                                             |
| 매촌 교차로                          | 국도 제26호선 (대가야로)                                 | 고령군          | 쌍림면                                                         | 국도 제26, 33호선 구간                                         |
| 신곡교 선암교                        |                                                          | 고령군          | 쌍림면                                                         | 국도 제26, 33호선 구간                                         |
| 신곡 교차로                          | 신곡교길                                                 | 고령군          | 쌍림면                                                         | 국도 제26, 33호선 구간                                         |
| 방아실 교차로                        | 대가야로                                                 | 고령군          | 쌍림면                                                         | 국도 제26, 33호선 구간                                         |
| 고곡교                               |                                                          | 고령군          | 쌍림면                                                         | 국도 제26, 33호선 구간                                         |
| 안림 교차로                          | 지방도 제907호선 (쌍쌍로) 대가야로                       | 고령군          | 쌍림면                                                         | 국도 제26, 33호선 구간                                         |
| 안림1교                              |                                                          | 고령군          | 쌍림면                                                         | 국도 제26, 33호선 구간                                         |
| 대가야읍                             |                                                          | 고령군          |                                                                | 국도 제26, 33호선 구간                                         |
| 안림2교 안림천교                     |                                                          | 고령군          |                                                                | 국도 제26, 33호선 구간                                         |
| 골안 교차로                          | 신남로                                                   | 고령군          | 국도 제26, 33호선 구간 칠곡 방면 진출 불가 합천 방면 진입 불가 |                                                                |
| 골안교 골안3교                       |                                                          | 고령군          | 국도 제26, 33호선 구간                                         |                                                                |
| 헌문 교차로                          | 국가지원지방도 제79호선 (성산로) 중앙로                  | 고령군          | 국도 제26, 33호선 구간 국가지원지방도 제79호선 구간            |                                                                |
| 고령 교차로                          | 국도 제26호선 국가지원지방도 제67호선 (동고령로)         | 고령군          | 국도 제26, 33호선 구간 국가지원지방도 제79호선 구간            |                                                                |
| 고령 교차로                          | 국도 제26호선 국가지원지방도 제67호선 (동고령로)         | 고령군          | 국도 제33호선 구간 국가지원지방도 제67, 79호선 구간            |                                                                |
| 내곡천교                             |                                                          | 고령군          |                                                                |                                                                |
| 본관 교차로                          | 대가야로                                                 | 고령군          |                                                                |                                                                |
| 본관교                               |                                                          | 고령군          |                                                                |                                                                |
| 옥산교                               | 대가야로                                                 | 고령군          | 운수면                                                         |                                                                |
| 월산 교차로                          | 국가지원지방도 제67호선 국가지원지방도 제79호선 (운용로) | 고령군          | 운수면                                                         |                                                                |
| 화암교 흑수교                        |                                                          | 고령군          | 운수면                                                         | 국도 제33호선 구간                                             |
| 화암사거리                           | 남작로                                                   | 고령군          | 운수면                                                         | 국도 제33호선 구간                                             |
| 법산 교차로                          | 참별로 남은길                                            | 성주군          | 수륜면                                                         | 국도 제33호선 구간 칠곡 방면 진입 불가 합천 방면 진출 불가     |
| 계정터널                             |                                                          | 성주군          | 수륜면                                                         | 국도 제33호선 구간 칠곡 방면 연장 505m 합천 방면 연장 500m     |
| 계정1교                              |                                                          | 성주군          | 수륜면                                                         | 국도 제33호선 구간                                             |
| 계정삼거리                           | 참별로                                                   | 성주군          | 수륜면                                                         | 국도 제33호선 구간                                             |
| 계정2교                              |                                                          | 성주군          | 수륜면                                                         | 국도 제33호선 구간                                             |
| 조평 교차로                          | 참별로 오천길                                            | 성주군          | 수륜면                                                         | 국도 제33호선 구간                                             |
| 오천 교차로                          | 참별로                                                   | 성주군          | 수륜면                                                         | 국도 제33호선 구간 칠곡 방면 진입 불가 합천 방면 진출 불가     |
| 수륜2터널                            |                                                          | 성주군          | 수륜면                                                         | 국도 제33호선 구간 연장 290m                                   |
| 성동 교차로                          | 참별로 성리2길                                           | 성주군          | 수륜면                                                         | 국도 제33호선 구간                                             |
| 수륜 교차로                          | 국도 제59호선 (성주가야산로)                             | 성주군          | 수륜면                                                         | 국도 제33, 59호선 구간                                         |
| 수륜교                               |                                                          | 성주군          | 수륜면                                                         | 국도 제33, 59호선 구간                                         |
| 적송 교차로                          | 봉양로 참별로 적송3길 적송4길                            | 성주군          | 수륜면                                                         | 국도 제33, 59호선 구간 칠곡 방면 진출 불가 합천 방면 진입 불가 |
| 신정교                               | 참별로                                                   | 성주군          | 수륜면                                                         | 국도 제33, 59호선 구간 칠곡 방면 진출만 가능                   |
| 신정 교차로                          | 지방도 제913호선 (동강한강로) 참별로                     | 성주군          | 수륜면                                                         | 국도 제33, 59호선 구간                                         |
| 수성 교차로                          | 참별로 수성1길                                           | 성주군          | 수륜면                                                         | 국도 제33, 59호선 구간                                         |
| 수성2 교차로                         | 국도 제59호선 (참별로) 수성3길                           | 성주군          | 수륜면                                                         | 국도 제33, 59호선 구간                                         |
| 대성교                               |                                                          | 성주군          | 수륜면                                                         | 국도 제33호선 구간                                             |
| 대성교                               | 대가면                                                   | 성주군          |                                                                | 국도 제33호선 구간                                             |
| 굴목 교차로                          | 참별로 대천1길                                           | 성주군          | 국도 제33호선 구간 칠곡 방면 진출 불가 합천 방면 진입 불가     |                                                                |
| 대천교                               |                                                          | 성주군          | 국도 제33호선 구간                                             |                                                                |
| 대천 교차로                          | 대금로 참별로                                            | 성주군          | 국도 제33호선 구간                                             |                                                                |
| 행화 교차로                          | 참별로 옥화1길 옥화2길                                   | 성주군          | 국도 제33호선 구간                                             |                                                                |
| 옥화 교차로                          | 참별로 옥화4길                                           | 성주군          | 국도 제33호선 구간                                             |                                                                |
| 금산 교차로                          | 참별로 대가금산길                                        | 성주군          | 국도 제33호선 구간                                             |                                                                |
| 금산생태통로                         |                                                          | 성주군          | 국도 제33호선 구간 연장 약 80m                                 |                                                                |
| 옥련교                               |                                                          | 성주군          | 국도 제33호선 구간                                             |                                                                |
| 대가 교차로                          | 지방도 제913호선 (동강한강로)                            | 성주군          | 국도 제33호선 구간                                             |                                                                |
| 군장교                               |                                                          | 성주군          | 국도 제33호선 구간                                             |                                                                |
| 옥성 교차로 (옥성교)                 | 참별로 옥성3길 옥성4길                                   | 성주군          | 국도 제33호선 구간 칠곡 방면 진출 불가 합천 방면 진입 불가     |                                                                |
| 성주 나들목 (성주IC 교차로)          | 45호선 중부내륙고속도로                                  | 성주군          | 국도 제33호선 구간                                             |                                                                |
| 대흥 교차로                          | 참별로 대황길 대흥길                                     | 성주군          | 국도 제33호선 구간                                             | 성주읍                                                         |
| 대황 교차로                          | 국도 제30호선 (심산로)                                   | 성주군          | 국도 제30, 33호선 구간                                         | 성주읍                                                         |
| 경산 교차로 (경산육교)               | 지방도 제905호선 (상성로)                                | 성주군          | 국도 제30, 33호선 구간                                         | 성주읍                                                         |
| 성주 교차로 (성산육교)               | 국도 제30호선 (성주로) 성산9길                           | 성주군          | 국도 제30, 33호선 구간                                         | 성주읍                                                         |
| 성주지하차도                         |                                                          | 성주군          | 국도 제33호선 구간 연장 약 390m                                | 성주읍                                                         |
| 이천교                               |                                                          | 성주군          | 국도 제33호선 구간                                             | 성주읍                                                         |
| 갈막 교차로 (갈막교)                 | 주산로                                                   | 성주군          | 국도 제33호선 구간 합천 방면 진출만 가능                       | 성주읍                                                         |
| 학산교                               |                                                          | 성주군          | 국도 제33호선 구간                                             | 성주읍                                                         |
| 학산1교                              |                                                          | 성주군          | 국도 제33호선 구간                                             | 성주읍                                                         |
| 월항면                               |                                                          | 성주군          | 국도 제33호선 구간                                             |                                                                |
| 안포 교차로                          | 선월로 주산로                                            | 성주군          | 국도 제33호선 구간                                             |                                                                |
| 안포교 중포2교 중포3교 월암교 유월교 |                                                          | 성주군          | 국도 제33호선 구간                                             |                                                                |
| 유월 교차로                          | 유월공단길                                               | 성주군          | 국도 제33호선 구간 칠곡 방면 진출 불가 합천 방면 진입 불가     |                                                                |
| 행정 교차로                          | 주산로 행정1길                                           | 칠곡군          | 기산면                                                         | 국도 제33호선 구간                                             |
| 행정1육교                            |                                                          | 칠곡군          | 기산면                                                         | 국도 제33호선 구간                                             |
| 영리 교차로 (영리교)                 | 선노로 주산로                                            | 칠곡군          | 기산면                                                         | 국도 제33호선 구간                                             |
| 죽전 교차로                          | 국도 제4호선 (칠곡대로)                                  | 칠곡군          | 기산면                                                         | 국도 제33호선 구간                                             |
| 칠곡대로와 직결                      |                                                          |                 |                                                                |                                                                |

## 주요 건물 및 시설
- 별고을휴게소 (경상북도 성주군 대가면 가야로 4181)